# Wólka Jedlańska
Wólka Jedlańska – osada wsi Jedlanka Nowa w Polsce położona w województwie mazowieckim, w powiecie radomskim, w gminie Iłża.
Do końca 1972 roku była to osada Wólki Gonciarskiej w gminie Miechów w powiecie iłżeckim. 1 stycznia 1973 Wólka Gonciarska weszła w skład nowej gminy Kazanów w powiecie zwoleńskim, jednak bez Wólki Jedlańskiej, która pozostała w powiecie iłżeckim, wchodząc w skład nowej gminy Iłża.
W latach 1975–1998 miejscowość administracyjnie należała do województwa radomskiego.
Wierni kościoła rzymskokatolickiego należą do parafii św. Józefa Oblubieńca Najświętszej Maryi Panny w Krzyżanowicach.